# Sjamil Serikov
Sjamil Serikov, född den 5 mars 1956 i Kazakstan, 22 november 1989, var en sovjetisk brottare som tog OS-guld i bantamviktsbrottning i den grekisk-romerska klassen 1980 i Moskva. 